# Rubén Fernández
Rubén Evaristo Fernández Real (2 maja 1931, zm. 9 października 2015) – piłkarz paragwajski noszący przydomek Kiko, napastnik.
Urodzony w Villarrica Fernández zaczął grać w piłkę w 1946 roku w miejscowym klubie Club Estero Bellaco. W 1950 roku przeszedł do klubu Club Libertad. W 1952 roku zdobył dla klubu Libertad 16 bramek, tyle samo, co klubowy kolega Antonio Gómez – dało to obu piłkarzom tytuł króla strzelców pierwszej ligi.
Jako piłkarz klubu Libertad wziął udział w turnieju Copa América 1953, gdzie Paragwaj zdobył tytuł mistrza Ameryki Południowej. Fernández, będąc kapitanem drużyny, zagrał we wszystkich siedmiu meczach - z Chile (zdobył 2 bramki), Ekwadorem, Peru (zdobył 1 bramkę), Urugwajem, Boliwią, Brazylią oraz w decydującym o mistrzowskim tytule barażu z Brazylią. Jako zdobywca 4 bramek był obok Ángela Berniego najlepszym strzelcem reprezentacji w turnieju.
Po mistrzostwach kontynentalnych Fernández przeniósł się do argentyńskiego klubu Boca Juniors, w którym zadebiutował 3 maja w zremisowanym 2:2 meczu z Ferro Carril Oeste. W 1954 roku zdobył razem z Boca Juniors tytuł mistrza Argentyny. Ostatni raz w barwach Boca Juniors zagrał 18 lipca 1954 roku w przegranym 0:1 meczu z River Plate. W sumie rozegrał w Boca Juniors 27 meczów (2430 minut) i zdobył 8 bramek.
W 1955 roku został graczem klubu Racing Club de Avellaneda, gdzie grał do 1956 roku, a na koniec kariery w latach 1957–1958 grał w klubie San Lorenzo de Almagro.
Po zakończeniu kariery piłkarskiej został dentystą.